# Marie Ljalková
Marie Ljalková-Lastovecká (3 de diciembre de 1920 - 7 de noviembre de 2011) fue una francotiradora checoslovaca, médica militar y miembro del ejército checoslovaco en el exilio luchando junto al Ejército Soviético durante la Segunda Guerra Mundial .

## Vida personal
Ljalková (nacida Petrušáková) nació en Horodenka, Polonia (hoy en Ucrania) en una familia de checos de Volhyn. Perdió a sus padres a la edad de 12 años y luego vivió con su tía en Stanisławów (hoy Ivano-Frankivs'k, Ucrania) donde conoció a su primer marido, Michal Ljalko. Después de la Guerra Mundial se volvió a casar dos veces.

## Segunda Guerra Mundial
Después del ataque alemán a la Unión Soviética, Marie Ljalková junto con su esposo, se unió al Primer Batallón de Campo Independiente de Checoslovaquia como voluntaria, en marzo de 1942, a la edad de 21 años. Luego se sometió a un curso de medicina y un curso de francotirador de tres meses en Buzuluk.
Su primera experiencia de combate se produjo durante la Batalla de Sokolovo, de tres días (8-11 de marzo de 1943) cuando se le atribuyó la muerte de siete soldados alemanes, lo que le valió inmediatamente el estatus de as . Su actuación fue incluso alertada por la propaganda nazi anti-checoslovaca en las tierras checas (con el fin de subrayar el carácter extravagante de la unidad militar checoslovaca).
Marie Ljalková más tarde se convirtió en instructora de francotiradores de la infantería checoslovaca y soviética. Después de que se retirase a las mujeres de las unidades de combate en 1944, se convirtió en médico jefe del batallón de tanques checoslovaco.

### Atribuciones
Se le atribuyó al menos 30 muertes confirmadas durante la guerra. Este número no es exacto según las propias palabras de Ljalková, porque no se conocen los números reales. Fue galardonada con la Orden Soviética de la Estrella Roja y la Cruz de Guerra de Checoslovaquia .

## Después de la Segunda Guerra Mundial
Después de la guerra, estudió medicina y trabajó como médico militar en Olomouc y en el Hospital Militar Central de Praga. Más tarde se trasladó al hospital de Brno donde conoció a su segundo marido, Václav Lastovecký. Finalmente alcanzó el rango de coronel, pero debido a problemas de salud dejó el ejército y comenzó a trabajar como guía turística para turistas de habla rusa. Pasó el resto de su vida en Brno.
El 28 de octubre de 2010 recibió la Orden del León Blanco, Segunda Clase, el segundo honor militar más alto que podía recibir.